# Monclar-sur-Losse
Monclar-sur-Losse is een gemeente in het Franse departement Gers (regio Occitanie) en telt 120 inwoners (2009). De plaats maakt deel uit van het arrondissement Mirande.

## Geografie
De oppervlakte van Monclar-sur-Losse bedraagt 10,4 km², de bevolkingsdichtheid is dus 11,5 inwoners per km².

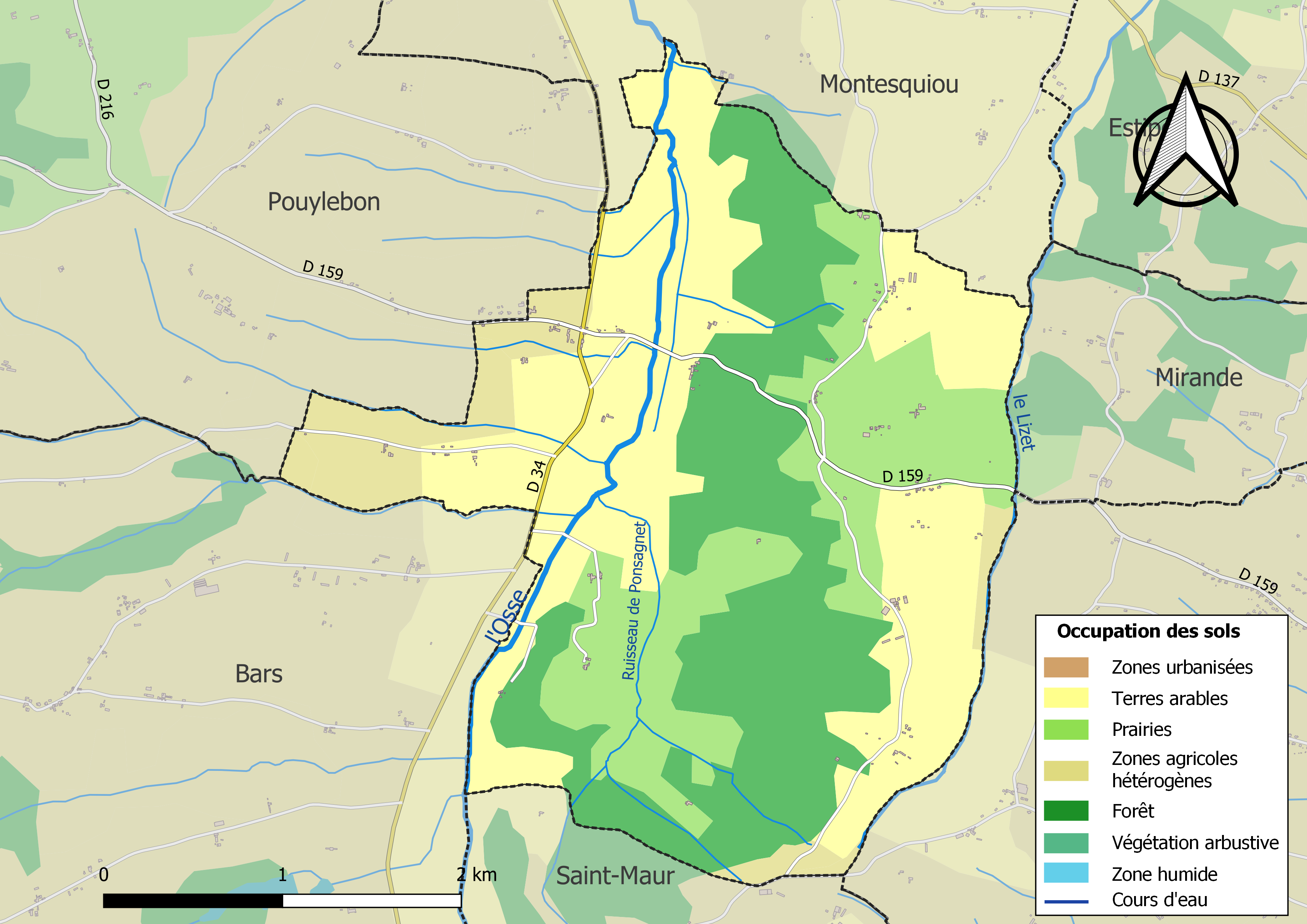
Kaart van de gemeente met belangrijkste infrastructuur, bodemgebruik en omliggende gemeenten

## Demografie
Onderstaande figuur toont het verloop van het inwonertal (bron: INSEE-tellingen).